# Nấm bào ngư Nhật
Nấm bào ngư Nhật hay còn gọi là Nấm đùi gà (danh pháp hai phần: Pleurotus eryngii) là một loài nấm ăn được, có mùi thơm của quả hạnh, vị ngọt và giòn của bào ngư. Loài nấm này là loài bản địa khu vực Địa Trung Hải của châu Âu, Trung Đông, Bắc Phi nhưng hiện đang được trồng khắp châu Á. Đây là loài lớn nhất trong chi Pleurotus. Loài nấm này có quả thể khá to, đường kính trung bình từ 2–4 cm trơn bóng, màu từ xám đến trắng xám. Thịt nấm màu trắng, dày. Cuống mọc xiên, màu trắng hay gần trắng, dài từ 2–6 cm.